# Чапман, Фредрик Хенрик

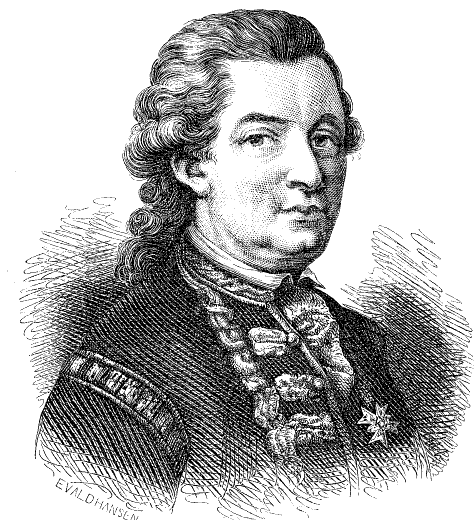
Фредрик Хенрик Чапман (1721—1808)

Фредрик Хенрик Чапман (тж. Чапмэн, Чепмен, Чепмэн; швед. Fredrik Henrik af Chapman [t∫apman]; 9 сентября 1721, Гётеборг — 19 августа 1808) — шведский кораблестроитель, теоретик кораблестроения.

## Биография
Родился 9 сентября 1721 года в Гётеборге. Его отцом был переселившийся в 1715 году из Англии майор Томас Чепмен (1679—1770), служивший затем в гётеборгской эскадре, матерью — Сюзанна Колсон.
В 15 лет от роду Чапман отправился в Стокгольм, чтобы изучать кораблестроение. После окончания учёбы совершил заграничную поездку. В ходе пребывания в 1741 году в Англии его частные посещения верфи вызвали подозрения, и он был арестован, но вскоре отпущен на свободу.
Вслед за тем Чапману было сделано предложение вступить на английскую службу, однако он его отклонил. Проработав в Лондоне плотником более двух лет, он в 1744 году вернулся в Гётеборг, где совместно с компаньоном основал корабельную верфь.
В 1752—1756 годах он продолжил своё обучение, посетив Францию, Англию и Голландию, а в 1757 году был назначен младшим корабельным мастером военно-морского флота Швеции.
Фельдмаршал Августин Эренсверд, стремившийся создать пригодный для действий в шхерах флот, обратился с этой идеей к Чапману, который должен был по собственным чертежам построить несколько судов для охраны побережья Финляндии. Постройка была осуществлена в Штральзунде, где было спущено два корабля, принадлежавших к новому типу судов, получивших названия турум и удем.

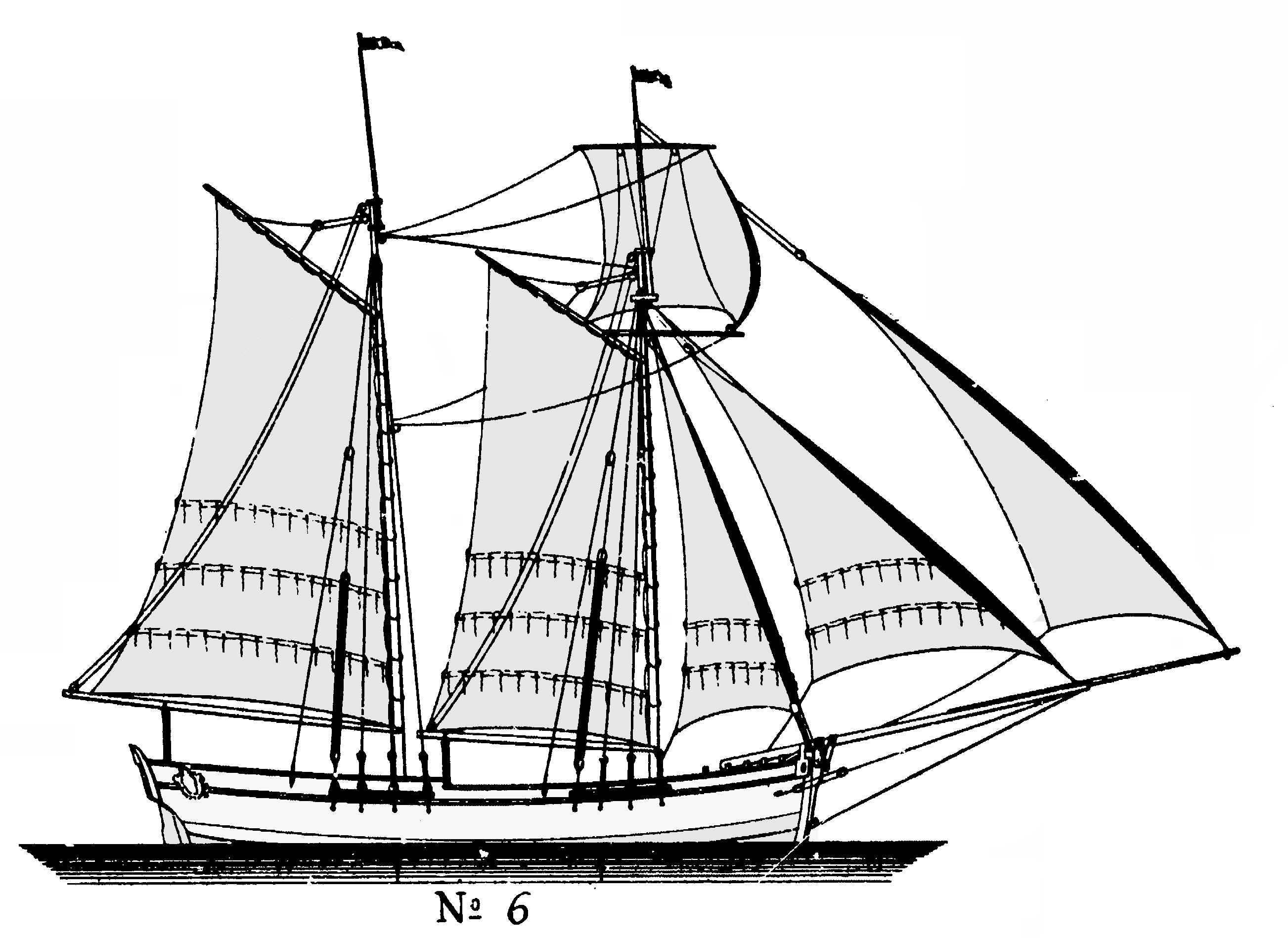
Изображение шхуны из Architectura navalis mercatoria (1768)

Чапман в звании корабельного мастера был прикомандирован к финской эскадре и в 1760 году перебрался в Свеаборг, где создал ещё два типа судна — хеммему и пойему.
В 1764 году его назначили главным корабельным мастером и отозвали в Стокгольм, где его идеи по созданию новых типов судов вызвали интерес. В 1768 году им был построен первый пушечный шлюп, а затем несколько канонерских йолов.
Ещё в 1764 году Чапман был выбран в депутацию по классификации типов военных судов, а затем в начале правления Густава III назначен членом комитета по созданию нового военного флота. В 1776 году был принят разработанный им план постройки новых судов. В том же году он стал полковником при Адмиралтействе и членом Адмиралтейств-коллегии, а в 1781 году ему был поручен надзор за строительством судов на верфи в Карлскруне. В 1782 году в его ведение вошли также вопросы оснастки кораблей и снабжения их артиллерией.
В 1783 году он получил чин контр-адмирала, а в 1791 году — вице-адмирала. В 1793 году вышел в отставку, но за ним было сохранено жалование. С 1781 по 1790 годы им было построено одиннадцать линейных кораблей, столько же фрегатов и некоторое число более мелких судов. Прославился построенный им фрегат «Венус», ставший одним из быстроходнейших в своём классе — но, по иронии судьбы, свою громкую славу он приобрёл захваченным русскими в боях против шведов.
В 1767 году Чапман стал членом Академии Наук, а в 1804 году почётным членом Военной академии.
В 1768 года издал сочинение «Architectura navalis mercatoria», которая практически сразу же была переведена на многие языки, а в 1775 году «Трактат о кораблестроении» (Tractat om skeppsbyggeriet). В последующие годы он выпустил ещё несколько небольших произведений, а в 1806 году опубликовал труд «Попытка теоретического обоснования придания линейным кораблям и фрегатам правильных форм» (Försök till theoretisk afhandling att gifva linjeskepp och fregatter deras rätta form).
Умер 19 августа 1808 года. Женат не был.

## Труды Чапмана
- Architectura Navalis Mercatoria Architectura navalis mercatoria (1768)
- Tractat om skeppsbyggeriet (1775)
- Försök till theoretisk afhandling att gifva linjeskepp och fregatter deras rätta form (1806)